# Jack Kornfield

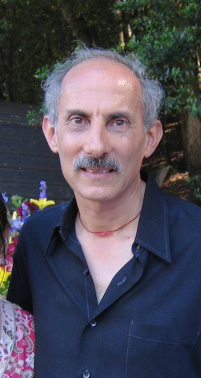
Der amerikanische Vipassana-Lehrer Jack Kornfield in Pasadena 2005

Der US-Amerikaner Jack Kornfield (* 1945) praktizierte viele Jahre den Buddhismus in Thailand, Burma und Indien. Seit 1974 ist er weltweit als Lehrer für die buddhistische Vipassana-Meditation in der Tradition des frühbuddhistischen Theravada aktiv.
Nachdem er 1967 seinen Abschluss am Dartmouth College gemacht hatte, schloss er sich der amerikanischen Hilfsorganisation Peace Corps an und reiste in den Norden Thailands, wo einige der ältesten buddhistischen Waldklöster der Welt liegen. Dort traf er den Buddhistischen Meister Ajahn Chah und wurde sein Schüler als vollordinierter Bhikkhu mit dem Pali-Namen Sunno. 1972 kehrte Jack Kornfield in die USA zurück und begründete 1975 gemeinsam mit Joseph Goldstein und Sharon Salzberg die Insight Meditation Society in Barre, Massachusetts. Er erwarb einen Doktortitel in klinischer Psychologie und ist ein Mitbegründer des Spirit Rock Centers in Woodacre, Kalifornien, wo er auch gemeinsam mit seiner Frau und seiner Tochter lebt.
Kornfield wurde zu einem Lehrer des Theravada-Buddhismus für den Westen. In seinen Büchern versucht er, die östlichen spirituellen Lehren in eine verständliche Form für westliche Menschen und die westliche Gesellschaft zu übersetzen und lebendig weiterzugeben. Im deutschsprachigen Raum wurde Kornfield vor allem durch sein Buch Frag den Buddha und geh den Weg des Herzens bekannt.
Kornfield ist einer der Teilnehmer an den „Mind and Life“-Dialogen des Mind and Life Institutes.

## Veröffentlichungen (Auswahl)
- 1989 mit Joseph Goldstein: Einsicht durch Meditation. Die Achtsamkeit des Herzens – Buddhistische Einsichts-Meditation für westliche Menschen. Ein Meditationshandbuch für die Übung im Alltag. Mit einem Vorwort des Dalai Lama. Scherz, Bern 1989, ISBN 3-502-62201-9, 2003 auch bei Heyne, München ISBN 3-453-87281-9
- Offen wie der Himmel, weit wie das Meer. Worte der Weisheit für Vergebung und Frieden. Kösel, München 2003, ISBN 3-466-34468-9
- Das Tor des Erwachens. Wie Erleuchtung das tägliche Leben verändert. Ullstein, Berlin 2004, ISBN 3-548-74191-6
- Frag den Buddha und geh den Weg des Herzens. Ullstein, Berlin 2004, ISBN 3-548-74192-4
- Meditation für Anfänger. Goldmann, München 2005, ISBN 3-442-33733-X
- Das weise Herz. Die universellen Prinzipien buddhistischer Psychologie. 3. Auflage. Goldmann, München 2008, ISBN 978-3-442-33812-2.
- Nach der Erleuchtung Wäsche waschen und Kartoffeln schälen: Wie spirituelle Erfahrung das Leben verändert. Goldmann, München 2010, ISBN 3-442-21916-7